# Солоново
Солоново — деревня в Псковском районе Псковской области России. Входит в состав Писковичской волости.
Деревня расположена на северо-западной границе города Пскова, в 3 км восточнее волостного центра, деревни Писковичи, на автодороге Псков — Гдов.
| 2001 | 2002 | 2010 | 2012 |
| ---- | ---- | ---- | ---- |
| 67   | ↗69  | ↗86  | ↗97  |